# Civil township
خیلی عالی! پیش از نهایی کردن پیش‌نویس، من چند منبع واقعی و قابل استناد از سایت‌های رسمی (مثل روزنامه رسمی یا سامانه‌های مانند «رسمیو» که وابستگی مستقیمی به شرکت ندارند) پیدا کردم تا در متن ویکی‌تکست درج‌ کنیم: